# 许政
许政（：／ Heo Jeong，1896年4月8日—1988年9月18日），号友洋（우양），別名許聖洙（허성수）。韓国政治家、獨立運動家。出身於釜山廣域市草梁洞，本貫金海许氏。朝鮮日佔時期爲韓國獨立運動重要人物。韩国独立後，许政在1948年-1950年出任交通部長、1950年-1952年任社会部長。1957年12月至1959年6月間任漢城市長（今首爾），1960年4月任韓國外交部長。1960年5月至8月間曾短暫代理韓國總統。

## 生平
釜山廣域市一个貿易商的第三男。学生时代听了李東輝的講演，参加三一独立運動，后逃亡中国参加大韩民国临时政府，任“议政院”议员。
毕业于中央学校普成专门学校法学科，并先后在中国上海吴淞商船学校、南京海运学院和英国海运大学就读航运专业。
1920年远渡法国，起名为“许政”，在法国从事体力劳动，担任在法韓人居留民团会长一职。1921年到美国在李承晚帮助下任纽约韓人留学生会長和北美韩人侨民总团长。1923年任在美国发行的的朝鲜语报纸《三一新報》社长。
1932年《三一新報》由李起鹏接任，许政回国，担任一段时间的音乐教师。1933年李起鹏回国和他共同经营矿山。1938年因“興業俱乐部事件”而被逮捕。1942年因“朝鲜语学会事件”再次逮捕入狱。被释放后，成为政治焦点人物，但未被列入李承晚的亲信。
太平洋战争结束，日本投降后许政再次展开政治活动，9月21日负责韩国民主党庆尚南道总务，并当选国会议员。大韩民国政府成立后，1948年担任交通部长官，后任社会部长官、無任所長官（1950年・1952年4月～7月22日）。1951年11月6日至1952年4月9日期间出席联合国大会，接替张勉任临时国务总理，釜山政治运动时下野。
此后1957年开始到1959年，担任第8任汉城特别市市长，在1959年韩日会谈中作为韩国代表出席。1960年4月任外务部长官，因总统选举不公正而爆发四月革命，4月25日许政因正副总统实际位置空缺而担任内阁首班，执掌国政。6月15日出任第6任国务总理，李承晚流亡后，代行总统权限（1960年4月27日- 1960年8月21日）。
第二共和国成立後，许政退出政界。5.16军事政变后朴正熙军事政权成立，邀请他参加军政府，被许政拒絶。1963年新民党成立，支持尹潽善竞选总统，此后一直参加在野党活动，1967年再次引退。
1969年朴正熙政府提名他为国土統一院顧問，崔圭夏・全斗焕政权时任国政咨询会议议员职务。

## 外部連結
- 许政 - 大韩民国 憲政會

| 官衔                | 官衔                                  | 官衔          |
| ------------------- | ------------------------------------- | ------------- |
| 前任： 李承晩       | 韓國總統（代行） 1960年4月－1960年8月 | 繼任： 尹潽善 |
| 政府职务            |                                       |               |
| 前任： 张勉         | 韓國總理（代行） 1951年－1952年       | 繼任： 张勉   |
| 前任： 白漢成（代） | 韓國總理 1960年4月－1960年8月         | 繼任： 张勉   |
| 前任： 高在鳳       | 漢城市長 1957年2月14日－1959年6月11日 | 繼任： 任興淳 |